# Inderapura Selatan
Inderapura Selatan is een bestuurslaag in het regentschap Zuid-Pesisir van de provincie West-Sumatra, Indonesië. Inderapura Selatan telt 4580 inwoners (volkstelling 2010).